# Hoecken-Mechanismus

Hoecken-Mechanismus, umlaufend animiert

Hoecken-Mechanismus, Animation der geradlinigen Periodenhälfte

Der Hoecken-Mechanismus (benannt nach Karl Hoecken, 1874–1962) ist ein viergliedriges Koppelgetriebe, das eine Drehbewegung in eine annähernd geradlinige Bewegung annähernd konstanter Geschwindigkeit umwandelt (Geradführung). Dieser Mechanismus ist mit dem Tschebyschow-Mechanismus und insbesondere dem Tschebyschow-Lambda-Mechanismus verwandt. Im animierten Beispiel dauert die geradlinige Bewegung etwas länger als die Hälfte der Periode.
Der Mechanismus wurde 1926 veröffentlicht.
Robert Kraus kam später mit weniger Rechenaufwand auf ähnliche Werte wie Hoecken.

## Herleitung

Anderer Mechanismus aus dem Hoecken-Mechanismus abgeleitet wurde

Der Hoecken-Mechanismus wurde aus einem anderen Mechanismus abgeleitet (Abbildung). Dieser Mechanismus besteht aus dem Gleiter A, dem Drehpunkt O und der Geraden g (siehe Eigentliche Konchoide). Der Gleiter A bewegt sich auf einer vertikalen Linie durch den Fixpunkt Q. Die Gerade g geht durch den Drehpunkt O und den Gleiter A. Auf der Geraden g sind Punkte P markiert.
Während der Gleiter A sich nach unten bewegt, bewegen sich die Punkte P auf den blauen Kurven (man kann sich auch vorstellen, dass an den Punkten P blaue Farbstifte befestigt sind). Die Punkte P, welche von A weiter entfernt sind als der Drehpunkt O von Fixpunkt Q, bilden dabei eine Schleife.

Annähernd runde Schleife

Wenn man geeignete Parameter wählt, findet sich eine Schleife, die annähernd rund ist, also näherungsweise durch einen Kreis mit Mittelpunkt m und Radius r ersetzt werden kann (Abbildung). Der Hoeckens-Mechanismus nutzt nun eine Kurbel mit Radius r und einen Stab der Länge {\displaystyle l=|OQ|+2r,} welcher durch den Drehpunkt O geht, um den Mechanismus umzukehren. Der entwickelte Mechanismus erzeugt nun eine näherungsweise gerade Linie (zu erkennen am roten Bewegungspfad).

## Andere Namen
- Konchoidenlenker als Geradführung[6][7][8]